# Ewa Sowińska
Ewa Barbara Sowińska z domu Stefaniak (ur. 5 marca 1944 w Bydgoszczy) – polska polityk i lekarka, posłanka na Sejm IV i V kadencji w latach 2004–2006, rzecznik praw dziecka w latach 2006–2008.

## Życiorys

### Wykształcenie, działalność zawodowa i społeczna
W 1968 ukończyła studia na Wydziale Lekarskim Akademii Medycznej w Białymstoku. W 1978 uzyskała II stopień specjalizacji z medycyny chorób wewnętrznych. Po ukończeniu studiów pracowała jako lekarz: w latach 1968–1972 jako młodszy asystent w wiejskim ośrodku zdrowia w województwie pomorskim, w latach 1972–1977 jako asystent w wiejskim ośrodku zdrowia w województwie łódzkim, od 1977 do 1982 jako kierownik Przychodni Rejonowej nr 52 w Łodzi i od 1982 do 2004 jako starszy asystent w Wojewódzkim Ośrodku Medycyny Pracy w Łodzi.
Członkini Polskiego Towarzystwa Lekarskiego oraz Polskiego Stowarzyszenia Obrońców Życia Człowieka. Została odznaczona Brązową Odznaką Honorową „Zasłużony Honorowy Dawca Krwi”.

### Działalność polityczna
W latach 1977–1980 należała do Polskiej Zjednoczonej Partii Robotniczej, wstąpiła następnie do NSZZ „Solidarność”.
Kandydowała w wyborach w 2001 do Sejmu IV kadencji z listy Ligi Polskich Rodzin w okręgu łódzkim (należała wówczas do Ruchu Katolicko-Narodowego). Mandat poselski uzyskała w 2004, wchodząc na miejsce wybranej do Parlamentu Europejskiego Urszuli Krupy. Od tego samego roku należała do LPR. W wyborach w 2005 została wybrana do Sejmu V kadencji.
24 marca 2006 Sejm wybrał ją na stanowisko rzecznika praw dziecka, zaś 30 marca zgodę na objęcie przez nią stanowiska wyraził Senat. Ślubowanie złożyła 7 kwietnia 2006.
W maju 2007 tygodnik „Wprost” zamieścił wywiad z Ewą Sowińską, w którym powiedziała ona o programie dla dzieci pt. Teletubisie, iż zauważyła, „że Tinky Winky ma damską torebkę, a dopiero „później się dowiedziała, że w tym może być jakiś ukryty homoseksualny podtekst”. Wywiad wywołał liczne reakcje. W oficjalnie opublikowanym oświadczeniu Ewa Sowińska stwierdziła, że deklaracja zainteresowania się tematem była tylko odpowiedzią” na te sugestie dziennikarza, który użył sformułowania, że „zdaniem części psychologów, jedna z postaci tej animowanej bajki promuje homoseksualizm”.
W kwietniu 2008 marszałek Sejmu Bronisław Komorowski poinformował o rezygnacji Ewy Sowińskiej ze stanowiska rzecznika praw dziecka. Urząd ten pełniła do 30 czerwca 2008 zgodnie z uchwałami Sejmu i Senatu.
W 2012 została rzeczniczką łódzkiego klubu Solidarnej Polski i członkinią tej partii. Z listy tego ugrupowania bez powodzenia kandydowała w wyborach do Parlamentu Europejskiego w 2014.

## Życie prywatne
Jest mężatką, ma sześcioro dzieci.